# 世界選手権自転車競技大会ロードレース2012
世界選手権自転車競技大会ロードレース2012（UCI Road World Championships 2012）は、2012年9月15日から23日まで、オランダ・リンブルフ州で開催された。

## スケジュール
- 9月16日（日）
  - 12時30分 〜 14時00分 - チームタイムトライアル(TTT)・女子　34.2 km　シッタート・ヘレーン 〜 ファルケンビュルフ・アーン・デ・フール
  - 14時30分 〜 17時00分 - TTT・男子　53.2 km　シッタート・ヘレーン 〜 ファルケンビュルフ・アーン・デ・フール

- 9月17日（月）
  - 9時00分 〜 12時00分 - 個人タイムトライアル(ITT)・男子ジュニア 26.6㎞　ランドフラーフ 〜 ファルケンビュルフ・アーン・デ・フール
  - 13時30分 〜 17時00分 - ITT・男子アンダー23(U23) 36.0㎞　ランドフラーフ 〜 ファルケンビュルフ・アーン・デ・フール

- 9月18日（火）
  - 10時00分 〜 12時00分 - ITT・女子ジュニア 15.6㎞　エイセン＝マルフラテン 〜 ファルケンビュルフ・アーン・デ・フール
  - 13時30分 〜 17時00分 - ITT・女子エリート 24.3㎞ エイセン＝マルフラテン 〜 ファルケンビュルフ・アーン・デ・フール

- 9月19日（水）
  - 12時00分 〜 17時00分 - ITT・男子エリート 45.7㎞ ヘールレン 〜 ファルケンビュルフ・アーン・デ・フール

- 9月21日（金）
  - 14時00分 〜 16時00分  - ロードレース・女子ジュニア 64.5 km (4 x 16.125 km)

- 9月22日（土）
  - 8時30分 〜 13時00分 - ロードレース・男子U23　161.0㎞(10 x 16.125 km)
  - 13時30分 〜 17時00分 - ロードレース・女子エリート　129.0km(8 x 16.125 km)

- 9月23日（日）
  - 8時00分 〜 12時00分 - ロードレース・男子ジュニア　129.0 km  (8 x 16.125 km)
  - 10時00分 〜 17時00分 - ロードレース・男子エリート　267.0 km　マーストリヒトをスタートし、リンブルフ州南部を106㎞走破した後、周回コースを10周(10 x 16.125 km)してゴールを迎える。

## 上位入賞者

### チームタイムトライアル
| 種目      | 金 | 銀 | 銅 |
| --------- | --- | --- | --- |
| 女子 詳細 | スペシャライズド・ルルレモン シャルロッテ・ベッカー アンバー・ネーベン エヴェリン・スティーヴンス イナ＝ヨーコ・トイテンベルク エレオノラ・ファン・ダイク トリークシー・ヴォラク | オリカ・AIS ユーディト・アルント シャラ・ギロウ ルルス・フネウェイク メリッサ・ホスキンス アレクシス・ローズ リンダ・ウィルムセン                                     | アー・ドリンク・レオンティン.nl シャンタル・ブラーク リュシンダ・ブラント ジェシー・ダームス シャロン・ローズ エマ・プーリー キルステン・ウィルト      |
| 男子 詳細 | オメガファーマ・クイックステップ トム・ボーネン シルヴァン・シャヴァネル トニー・マルティン ニキ・テルプストラ クリストフ・ファンデワル ペーター・ヴェリトス                     | BMC・レーシングチーム アレッサンドロ・バッラン フィリップ・ジルベール テイラー・フィニー マルコ・ピノッティ マヌエル・クインツィアート ティジェイ・ヴァン・ガーデレン | オリカ・グリーンエッジ サム・ビューリー ルーク・ダーブリッジ セバスティアン・ランヘヴェルト キャメロン・マイヤー イェンス・マウリス スヴェイン・タフト |

### 個人タイムトライアル
| 種目              | 金                             | 銀                                     | 銅                               |
| ----------------- | ------------------------------ | -------------------------------------- | -------------------------------- |
| 女子ジュニア 詳細 | エリノア・バーカー (GBR)       | セシリー・ウトルプ・ルートヴィヒ (DEN) | デミ・デ・ヨング (NED)           |
| 女子エリート 詳細 | ユーディト・アルント (GER)     | エヴェリン・スティーヴンス (USA)       | リンダ・ウィルムセン (NZL)       |
| 男子ジュニア 詳細 | オスカル・スヴェンドセン (NOR) | マテイ・モホリチュ (SLO)               | マキシミリアン・シャフマン (GER) |
| 男子U23 詳細      | アントン・ヴォロヴィエフ (RUS) | ロハン・デニス (AUS)                   | ダミアン・ハウスン (AUS)         |
| 男子エリート 詳細 | トニー・マルティン (GER)       | テイラー・フィニー (USA)               | ヴァシル・キリエンカ (BLR)       |

### 個人ロードレース
| 種目              | 金                           | 銀                                           | 銅                                           |
| ----------------- | ---------------------------- | -------------------------------------------- | -------------------------------------------- |
| 女子ジュニア 詳細 | ルーシー・ガーナー (GBR)     | エリーネ・グレディチュ・ブルシュタット (NOR) | アンナ・ツィータ・マーリア・ストリカー (ITA) |
| 女子エリート 詳細 | マリアンヌ・フォス (NED)     | レイチェル・ニーラン (AUS)                   | エリーザ・ロンゴ・ボルギーニ (ITA)           |
| 男子ジュニア 詳細 | マテイ・ミホリチュ (SLO)     | ユアン・カレブ (AUS)                         | ヨシップ・ルマチュ (CRO)                     |
| 男子U23 詳細      | アレクセイ・ルツェンコ (KAZ) | ブリアン・コカール (FRA)                     | トム・ファン・アスブルック (BEL)             |
| 男子エリート 詳細 | フィリップ・ジルベール (BEL) | エドヴァルド・ボアソン・ハーゲン (NOR)       | アレハンドロ・バルベルデ (ESP)               |

## 成績

### 女子チームタイムトライアル
| 順位 | 選手名 | チーム名                                   | 時間       |
| ---- | --- | ------------------------------------------ | ---------- |
|      | シャルロッテ・ベッカー アンバー・ネーベン エヴェリン・スティーヴンス イナ＝ヨーコ・トイテンベルク エレオノラ・ファン・ダイク トリクシー・ヴォラク                         | スペシャライズド・ルルレモン               | 46分31秒60 |
|      | ユーディト・アルント シャラ・ギロウ ルルス・フネウェイク メリッサ・ホスキンス アレクシス・ローズ リンダ・ウィルムセン                                                     | オリカ・AIS                                | +24秒19    |
|      | シャンタル・ブラーク リュシンダ・ブラント ジェシー・ダームス シャロン・ローズ エマ・プーリー キルステン・ウィルト                                                         | AA・ドリンク・レオンティン.nl              | +1分59秒32 |
| 4    | タティアナ・アントシナ タリタ・デ・ヨング ポーリン・フェラン＝プルヴォ イリス・スラペンデル アネミック・ファン・フルーテン マリアンヌ・フォス                             | ラボバンク・女子チーム                     | +2分20秒40 |
| 5    | ナタリア・ボヤルスカヤ スヴェトラナ・ブブネコヴァ ロミ・カスパー ハンカ・クフェルナーゲル イリナ・モリチェヴァ オルガ・ザベリンスカヤ                                     | ルスヴェロ                                 | +2分30秒58 |
| 6    | アレナ・アミアリュシク ノエミ・カンテーレ シモーナ・フラッポルティ エルケ・ゲブハルト ユリア・マルティソヴァ シルヴィア・ヴァルセッキ                                     | ビー・ピンク                               | +3分14秒80 |
| 7    | アレクサンドラ・ブルチェンコヴァ ベロニカ・レアル・バルデラス マルティナ・ルジツコヴァー アスセナ・サンチェス・ベニト ヴァレンティーナ・スカンドラーラ グレテ・トレイレル | S.C.ミケーラ・ファニーニ・ロックス         | +4分37秒26 |
| 8    | トネ・ハッテランド・リマ セシリー・ヨタース・ヨンセン エリーザ・ロンゴ・ボルギーニ エミリー・モベリ リーゼ・ネストヴォルド テア・トシェン                                 | ハイテック・プロダクツ＝ミストラル・ホーム | +4分38秒00 |
| 9    | マルティヌ・ブラス ヤネク・エンシング ニーナ・ケスラー パウリエナ・ローイアケルス ウィナンダ・スポール エマ・トロット                                                     | ドルマンス＝ブルス                         | +5分00秒17 |
| 10   | ロビン・デ・フロート ソフィー・デ・フュイスト アン＝ソフィー・デュイク カート・ハネス リュディヴィヌ・ヘンリオン キム・スホーンバート                                     | ロット・ベリソル・女子チーム               | +5分31秒99 |

### 男子チームタイムトライアル
| 順位 | 選手名 | チーム名                         | 時間            |
| ---- | --- | -------------------------------- | --------------- |
|      | トム・ボーネン シルヴァン・シャヴァネル トニー・マルティン ニキ・テルプストラ クリストフ・ファンデワル ペーター・ヴェリトス                       | オメガファーマ・クイックステップ | 1時間03分17秒17 |
|      | アレッサンドロ・バッラン フィリップ・ジルベール テイラー・フィニー マルコ・ピノッティ マヌエル・クインツィアート ティジェイ・ヴァン・ガーデレン   | BMC・レーシングチーム            | +3秒23          |
|      | サム・ビューリー ルーク・ダーブリッジ セバスティアン・ランヘヴェルト キャメロン・マイヤー イェンス・マウリス スヴェイン・タフト                   | オリカ・グリーンエッジ           | +47秒06         |
| 4    | ペーター・サガン マツィエイ・ボドナル ティツィアーノ・ダッラントニア クリスティヤン・コレン ヴィンチェンツォ・ニバリ マツィエイ・パテルスキ       | リクイガス・キャノンデール       | +1分04秒73      |
| 5    | ラース・ボーム ステフ・クレメント リック・フレンス ロベルト・ヘーシンク ウィルコ・ケルダーマン ルイス・レオン・サンチェス                         | ラボバンク                       | +1分08秒13      |
| 6    | アンドレイ・アマドール ホナタン・カストロビエホ ホセ・イバン・グティエレス ウラディミール・カルペツ ヴァシル・キリエンカ ルーベン・プラサ         | モビスター・チーム               | +1分18秒57      |
| 7    | マキシム・ベロフ ウラディミル・グセフ アリャクサンドル・クチュインスキー デニス・メンショフ ガティス・スムクリス エドゥアルド・ヴォルガノフ       | チーム・カチューシャ             | +1分18秒81      |
| 8    | トニ・ガロパン アンドレアス・クレーデン ヤロスラフ・ポポヴィッチ ジェシー・サージェント イェンス・フォイクト アイマル・スベルディア               | レディオシャック・ニッサン       | +1分21秒22      |
| 9    | エドヴァルド・ボアソン・ハーゲン アレックス・ダウセット フアン・アントニオ・フレチャ セルヒオ・エナオ イアン・スタンナード ジェライント・トーマス | チーム・スカイ                   | +1分32秒33      |
| 10   | ジャック・バウアー トーマス・デッケル マルテイン・マースカント ラムーナス・ナヴァルダウスカス アンドリュー・タランスキー ヨハン・ファンスュメレン | ガーミン・シャープ               | +1分35秒13      |

### 男子ジュニア個人タイムトライアル
| 順位 | 選手名                     | 国籍       | 時間       |
| ---- | -------------------------- | ---------- | ---------- |
|      | オスカル・スヴェンドセン   | ノルウェー | 35分34秒75 |
|      | マテイ・モホリッチ         | スロベニア | +7秒04     |
|      | マキシミリアン・シャフマン | ドイツ     | +11秒83    |
| 42   | 西村大輝                   | 日本       | +2分12秒63 |

### 男子U23個人タイムトライアル
| 順位 | 選手名                     | 国籍           | 時間       |
| ---- | -------------------------- | -------------- | ---------- |
|      | アントン・ヴォロビエフ     | ロシア         | 44分09秒02 |
|      | ロハン・デニス             | オーストラリア | +44秒39    |
|      | ダミアン・ハウソン         | オーストラリア | +51秒12    |
| 4    | ラーセ・ノーマン・ハンセン | デンマーク     | +53秒28    |
| 5    | ラスムス・クアーデ         | デンマーク     | +1分02秒56 |
| 6    | マルレン・ズモルカ         | ウクライナ     | +1分09秒42 |
| 7    | ラスムス・ステアエボ       | デンマーク     | +1分25秒24 |
| 8    | ヤシャ・ズュターリン       | ドイツ         | +1分28秒70 |
| 9    | セルゲイ・チェルネツキ     | ロシア         | +1分37秒95 |
| 10   | トム・デュムラン           | オランダ       | +1分40秒78 |
| 63   | 椿大志                     | 日本           | +7分16秒61 |

### 女子ジュニア個人タイムトライアル
| 順位 | 選手名                           | 国籍       | 時間       |
| ---- | -------------------------------- | ---------- | ---------- |
|      | エリノア・バーカー               | イギリス   | 22分26秒29 |
|      | セシル・ウトゥルプ・ルートヴィヒ | デンマーク | +35秒87    |
|      | デミ・デ・ヨング                 | オランダ   | +1分03秒13 |

### 女子個人タイムトライアル
| 順位 | 選手名                         | 国籍             | 時間       |
| ---- | ------------------------------ | ---------------- | ---------- |
|      | ユーディト・アルント           | ドイツ           | 32分26秒46 |
|      | エヴェリン・スティーヴンス     | アメリカ合衆国   | +34秒77    |
|      | リンダ・ウィルムセン           | ニュージーランド | +41秒57    |
| 4    | エマ・プーリー                 | イギリス         | +49秒33    |
| 5    | エレオノラ・ファン・ダイク     | オランダ         | +54秒01    |
| 6    | イナ＝ヨーコ・トイテンベルク   | ドイツ           | +1分34秒74 |
| 7    | アンバー・ネーベン             | アメリカ合衆国   | +1分43秒42 |
| 8    | トリクシー・ヴォラク           | ドイツ           | +1分45秒56 |
| 9    | マルティナ・サーブリーコヴァー | チェコ           | +1分59秒44 |
| 10   | シャラ・ギロウ                 | オーストラリア   | +2分00秒75 |

### 男子個人タイムトライアル
| 順位 | 選手名                         | 国籍           | 時間       |
| ---- | ------------------------------ | -------------- | ---------- |
|      | トニー・マルティン             | ドイツ         | 58分38秒80 |
|      | テイラー・フィニー             | アメリカ合衆国 | +5秒37     |
|      | ヴァシル・キリエンカ           | ベラルーシ     | +1分44秒99 |
| 4    | ティジェイ・ヴァン・ガーデレン | アメリカ合衆国 | +1分49秒37 |
| 5    | フレドリック・ケシアコフ       | スウェーデン   | +1分50秒56 |
| 6    | ドミトリー・グルズデフ         | カザフスタン   | +1分56秒44 |
| 7    | ヤン・バールタ                 | チェコ         | +2分12秒49 |
| 8    | アレックス・ダウセット         | イギリス       | +2分26秒06 |
| 9    | アルベルト・コンタドール       | スペイン       | +2分30秒00 |
| 10   | アドリアーノ・マローリ         | イタリア       | +2分40秒54 |
| 11   | アンドリー・グリフコ           | ウクライナ     | +2分43秒69 |
| 12   | スヴェイン・タフト             | カナダ         | +2分56秒24 |
| 13   | タネル・カンゲルト             | エストニア     | +2分57秒13 |
| 14   | リカルド・ツォイドル           | オーストリア   | +2分57秒27 |
| 15   | シルヴァン・シャヴァネル       | フランス       | +2分58秒15 |
| 16   | キャメロン・マイヤー           | オーストラリア | +2分59秒65 |
| 17   | クリスティヤン・コレン         | スロベニア     | +3分05秒29 |
| 18   | ジェレミ・ロワイ               | フランス       | +3分08秒16 |
| 19   | グスタフ・ラーション           | スウェーデン   | +3分11秒99 |
| 20   | トーマス・デ・ヘント           | ベルギー       | +3分15秒29 |

### 女子ジュニア個人ロードレース
| 順位 | 選手名                                 | 国籍       | 時間          |
| ---- | -------------------------------------- | ---------- | ------------- |
|      | ルーシー・ガーナー                     | イギリス   | 2時間11分26秒 |
|      | エリーネ・グレディチュ・ブルシュタット | ノルウェー | 同            |
|      | アンナ・ツィータ・マーリア・ストリカー | イタリア   | 同            |

### 男子U23個人ロードレース
| 順位 | 選手名                             | 国籍         | 時間          |
| ---- | ---------------------------------- | ------------ | ------------- |
|      | アレクセイ・ルツェンコ             | カザフスタン | 4時間20分15秒 |
|      | ブリアン・コカール                 | フランス     | 同            |
|      | トム・ファン・アスブルック         | ベルギー     | 同            |
| 4    | ユーゴ・ウル                       | カナダ       | 同            |
| 5    | ルカ・ピベルニク                   | スロベニア   | 同            |
| 6    | ホアン・エステバン・チャベス       | コロンビア   | 同            |
| 7    | エルナンド・ボオルケス・サンチェス | コロンビア   | 同            |
| 8    | ケネス・ファン・ビルセン           | ベルギー     | 同            |
| 9    | ワウテル・ウィペルト               | ベルギー     | 同            |
| 10   | サム・ベネット                     | アイルランド | 同            |
| 57   | 平井栄一                           | 日本         | +25秒         |
| HD   | 木下智裕                           | 日本         |               |
| HD   | 寺崎武郎                           | 日本         |               |
| DNF  | 椿大志                             | 日本         |               |

### 女子個人ロードレース
| 順位 | 選手名                               | 国籍             | 時間          |
| ---- | ------------------------------------ | ---------------- | ------------- |
|      | マリアンヌ・フォス                   | オランダ         | 3時間14分29秒 |
|      | レイチェル・ニーラン                 | オーストラリア   | +10秒         |
|      | エリーザ・ロンゴ・ボルギーニ         | イタリア         | +18秒         |
| 4    | アンバー・ネーベン                   | アメリカ合衆国   | +33秒         |
| 5    | アンナ・ファン・デル・ブレヘン       | ベルギー         | +55秒         |
| 6    | ロッセッラ・ラット                   | イタリア         | +3分40秒      |
| 7    | リンダ・ウィルムセン                 | ニュージーランド | +4分37秒      |
| 8    | ユーディト・アルント                 | ドイツ           | 同            |
| 9    | エマ・ヨハンソン                     | スウェーデン     | 同            |
| 10   | パウリナ・ブジェズナ＝ベントコヴスカ | ポーランド       | 同            |
| DNF  | 萩原麻由子                           | 日本             |               |

### 男子ジュニア個人ロードレース
| 順位 | 選手名             | 国籍           | 時間          |
| ---- | ------------------ | -------------- | ------------- |
|      | マテイ・モホリッチ | スロベニア     | 3時間00分45秒 |
|      | カレブ・ユアン     | オーストラリア | 同            |
|      | ヨシップ・ルマチュ | クロアチア     | 同            |
| 23   | 西村大輝           | 日本           | 同            |
| 48   | 小橋勇利           | 日本           | 同            |
| 104  | 徳田優             | 日本           | +1分39秒      |
| DNF  | 横山航太           | 日本           |               |

### 男子個人ロードレース
| 順位 | 選手名                           | 国籍           | 時間          |
| ---- | -------------------------------- | -------------- | ------------- |
|      | フィリップ・ジルベール           | ベルギー       | 6時間10分41秒 |
|      | エドヴァルド・ボアソン・ハーゲン | ノルウェー     | +04秒         |
|      | アレハンドロ・バルベルデ         | スペイン       | +05秒         |
| 4    | ヨーン・デーゲンコルプ           | ドイツ         | 同            |
| 5    | ラース・ボーム                   | オランダ       | 同            |
| 6    | アラン・デイヴィス               | オーストラリア | 同            |
| 7    | トマ・ヴォクレール               | フランス       | 同            |
| 8    | ラムーナス・ナヴァルダウスカス   | リトアニア     | 同            |
| 9    | セルヒオ・エナオ                 | コロンビア     | 同            |
| 10   | オスカル・フレイレ               | スペイン       | 同            |
| 11   | ルイ・コスタ                     | ポルトガル     | 同            |
| 12   | トム・ボーネン                   | ベルギー       | 同            |
| 13   | オスカル・ガット                 | イタリア       | 同            |
| 14   | ペーター・サガン                 | スロバキア     | 同            |
| 15   | フレドリック・ケシアコフ         | スウェーデン   | 同            |
| 16   | クン・デ・コルト                 | オランダ       | 同            |
| 17   | ミヒャエル・アルバジーニ         | スイス         | 同            |
| 18   | アサン・バザイェフ               | カザフスタン   | 同            |
| 19   | ジョナサン・ティエナン・ロック   | イギリス       | 同            |
| 20   | ラーシュ・ペター・ノードハウグ   | ノルウェー     | 同            |
| 54   | 宮澤崇史                         | 日本           | +2分21秒      |
| DNF  | 新城幸也                         | 日本           |               |
| DNF  | 別府史之                         | 日本           |               |
| DNF  | 福島晋一                         | 日本           |               |
| DNF  | 土井雪広                         | 日本           |               |
| DNF  | 畑中勇介                         | 日本           |               |